# Yenaldooshi
Nella mitologia Navajo, gli yenaldooshi sono Skinwalker, in particolare persone malvagie che indossano pelli di coyote e sono perlopiù notturni. Appaiono tutt'al più solo con indosso maschere e gioielli, e tendono a vivere nelle caverne, dove sono soliti collezionare le teste delle loro vittime umane. Lo yenaldooshi guadagna i suoi poteri soprannaturali uccidendo un parente stretto, a volte addirittura consanguineo: sono conosciuti in molti racconti per essere gravi profanatori e per i loro gesti scurrili (come urinare, sputare e defecare su reliquie sacre). Essi hanno inoltre l'attitudine al cannibalismo e alla necrofilia. Gli yenaldooshi sono anche in grado di creare una sorta di polvere demoniaca dalle ossa dei bambini morti che, quando sparsa sulle famiglie Navajo, causa malattie, problemi sociali e la morte. L'arrivo degli yenaldooshi è spesso preceduta da rumori strani, cani che abbaiano, o polvere che cade dal soffitto (nel momento in cui cercano di spargere la loro polvere). Possono essere uccisi o catturati senza particolari rituali, anche se, secondo alcuni racconti, per ucciderlo, bisogna appoggiare sul cuore dello yenaldooshi un medaglione d'argento intriso della linfa dell'arbol del matrimonio. Se non si riesce a catturarli o ucciderli, una cantante (hataalii) o uno sciamano può proteggere la famiglia. Gli yenaldooshi sono noti per indebolire il cacciatore gettando la loro pelle su di lui. Così facendo, la creatura assume l'aspetto del cacciatore, oltre alla sua energia vitale, cosicché, in queste sembianze, può fecondare e poi uccidere la moglie del cacciatore dopo essere nato il loro “bambino” (gli yenaldooshi si riproducono in maniera parassitaria). Nel frattempo che lo yenaldooshi vive con la moglie del cacciatore, il cacciatore è immobilizzato nella posizione di sleeping coyote (letteralmente “di coyote dormiente”). La moglie, alla fine, realizzerà che suo marito non è ciò che sembra solo troppo tardi, e solo in quanto è pigro e, col tempo, rilascia per casa un olezzo di urina di coyote.

## Curiosità
- La figura dello yenaldooshi viene ripresa nel cartoon statunitense Ben 10, prodotto da Man of Action. In questo caso però, si tratta di un lupo alieno che attacca una cittadina dell'Arizona in cui Ben, Gwen e nonno Max stavano soggiornando. Inoltre, si fa anche riferimento al rituale del medaglione d'argento.